# 中国铁路财产保险自保有限公司
中国铁路财产保险自保有限公司（简称“中国铁路保险公司”）由中国铁路总公司独家出资设立，是中国内地第二家保险自保公司。

## 简介
2014年4月1日，中国铁路总公司向财政部上报《关于拟投资设立铁路财产自保公司的函》。2014年7月1日，财政部《关于同意中国铁路总公司投资设立铁路财产自保公司的函》予以批准。
2014年8月19日，中国保监会受理《中国铁路总公司关于申请设立中国铁路财产保险（自保）有限公司的函》和《中国铁路总公司设立中国铁路财产保险（自保）有限公司申请书》。
2015年2月2日，中国保监会向中国铁路财产保险自保有限公司筹备组发出《关于筹建中国铁路财产保险自保有限公司的批复》（保监许可〔2015〕120号），同意中国铁路总公司出资筹建中国铁路财产保险自保有限公司，注册资本20亿元人民币，注册地北京市，拟任董事长黄桂章，拟任总经理谭光明，要求筹备组自收到批准筹建通知之日起1年内完成筹建工作。
2015年7月1日，中国保监会向中国铁路财产保险自保有限公司（筹）发出《关于中国铁路财产保险自保有限公司开业的批复》（保监许可〔2015〕668号），同意中国铁路财产保险自保有限公司开业，核准公司章程，公司注册资本20亿元人民币，住所为北京市海淀区西三环北路100号A座三层，法定代表人谭光明，业务范围为中国铁路总公司及所属单位内的下列保险业务：财产损失保险、责任保险、信用保险、保证保险；短期健康保险、意外伤害保险；上述业务的再保险业务；国家法律、法规允许的保险资金运用业务；经中国保监会批准的其他业务。
2015年7月6日，中国铁路财产保险自保有限公司取得营业执照。中国铁路保险公司定位于中国铁路总公司的专业风险管理平台，秉承“稳健经营、专业服务、创新发展”的经营宗旨。
2016年1月5日，铁路保险承保商丘至合肥至杭州铁路安徽、浙江段境内正线长度569.946公里共18个标段工程保险项目，总保额408.80亿元人民币。
2016年4月19日，铁路保险承保郑州铁路局郑州桥工段职工团体人身意外伤害保险，保障4171人，总保额7.27亿元人民币。
2016年6月20日，安徽、浙江等地大暴雨，多地达60年一遇标准，长江中下游降雨量比常年同期高出65%，新建商丘至合肥至杭州铁路全线严重受损。中国铁路财产保险自保有限公司全线承保了商合杭项目，接到暴雨和洪水报案16件，全部完成查勘，累计赔付金额2164.67万元人民币。
2016年6月29日，铁路保险承保成都至昆明铁路峨米段全线工程保险项目，总保额206.58亿元人民币。

## 历任领导
| 总经理 - 谭光明（2015年8月—，总经理兼党委书记） | 董事长 - 黄桂章（2015年8月—2016年8月） - 余邦利（2016年8月—） |